# Ashburn (Virginia)

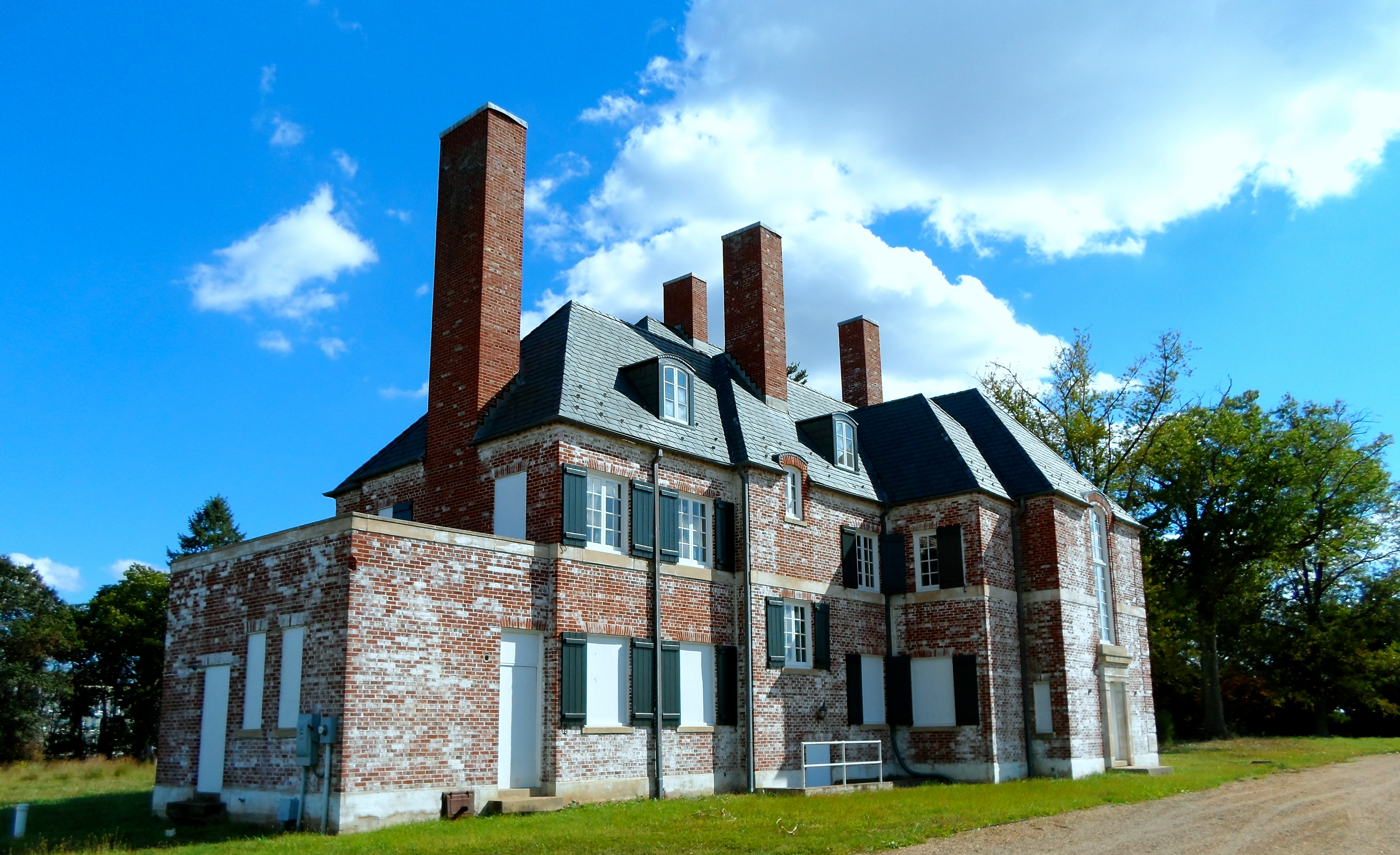
Janelia Farm, Ashburn

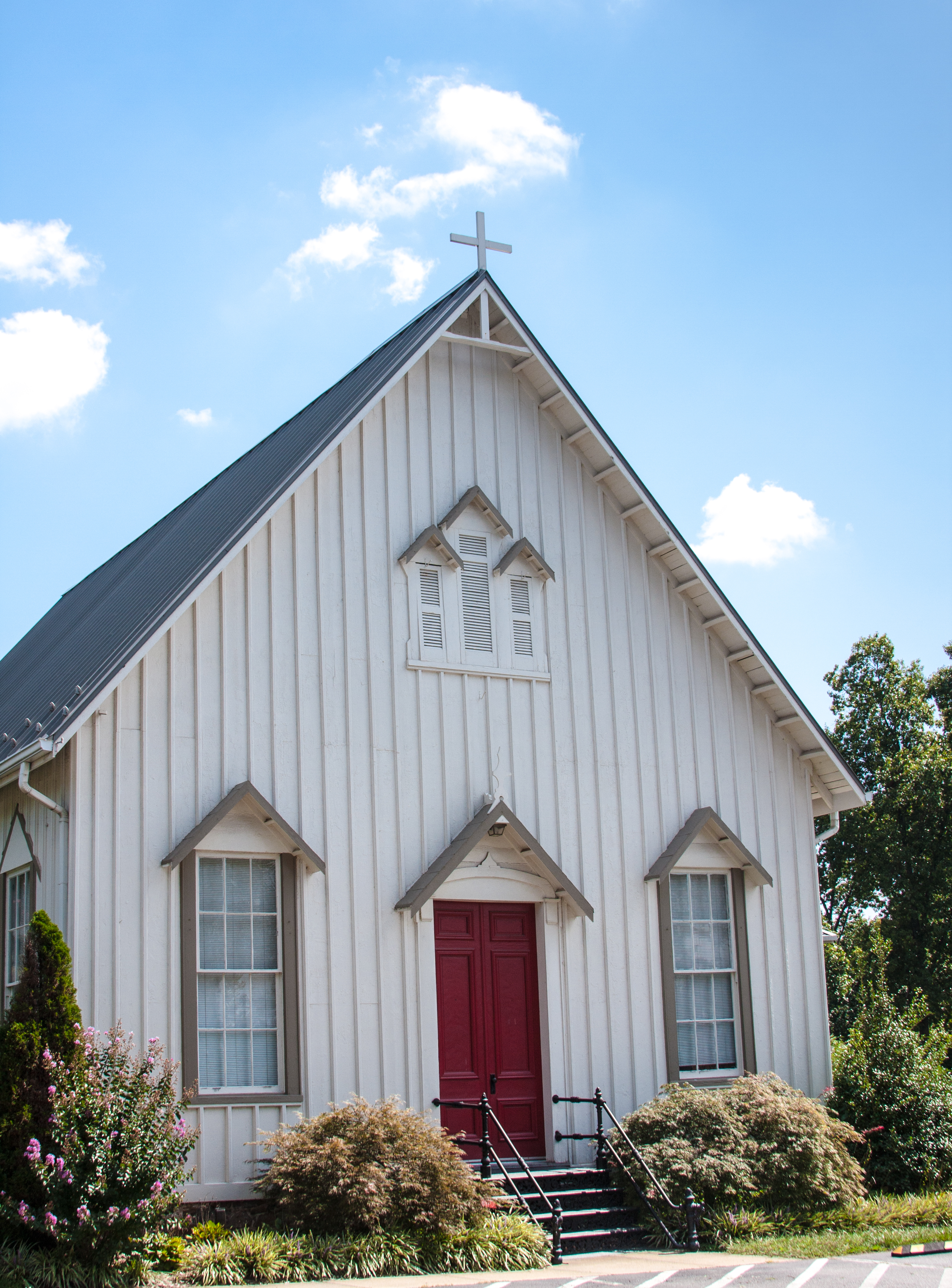
Ashburn Presbyterian Church

Ashburn is een census-designated place (CDP) in Loudoun County in de Amerikaanse staat Virginia. Bij de meest recente volkstelling in de Verenigde Staten telde Ashburn 43.511 inwoners. Ashburn ligt een kleine 50 km (30 mijl) ten noordwesten van Washington D.C. en maakt deel uit van de Washington metropolitan area.
Naar schatting zo'n 70 procent van het wereldwijde internet-verkeer loopt via Ashburn.

## Geschiedenis
Ashburn heette oorspronkelijk Farmwell (ook wel Old Farmwell of Farmwell Station). Deze naam kwam van een nabij gelegen landhuis met plantage dat George Lee III geërfd had van zijn vader Thomas Ludwell Lee II. Een deel van het terrein werd in 1841 gekocht door John Janney, een quaker advocaat die later bijna Vice President of the United States zou worden. Janney noemde het terrein Ashburn Farm; de eerste vermelding van de naam komt uit 1870 toen hij het landgoed weer verkocht. Vermoedelijk vernoemde hij zijn landgoed naar goede vrienden die "Ashburn" heetten.
Belmont Manor House en Janelia staan op de National Register of Historic Places.

## Demografie
Het United States Census Bureau rekent Ashburn als een census-designated place (CDP). Bij de volkstelling van 2010 had Ashburn een inwoneraantal van 43.511.
Veel van de inwoners van Ashburn werken in Washington D.C. en de omliggende voorsteden zoals Tysons Corner en Reston.

## Economie en onderwijs
Ashburn ligt binnen de Dulles Technology Corridor, en in Ashburn zijn veel hightech bedrijven gevestigd. Verizon Business heeft een groot kantoor in Ashburn.
In Ashburn staan ook de Virginia Science and Technology Campus van de George Washington University, de Janelia Research Campus van Howard Hughes Medical Institutes en het belangrijkste datacenter van de Wikimedia Foundation.

## Universiteiten
Zowel de George Washington University als de Strayer University heeft campussen in Ashburn. In december 2009 werd aangekondigd dat ook de George Mason University een campus in Ashburn wil opzetten.

## Geboren
- Ashley Caldwell (1993), freestyle skiër
- Emily Fox (1998), voetbalster

## Bekende inwoners
- Gina Haspel, eerste vrouwelijke Director of the CIA
- Wilson Pickett, soulzanger